# هنري أشتون
هنري أشتون (بالإنجليزية: Henry Ashton؛ مواليد 10 فبراير 1991) هو ممثل إنجليزي. على شاشة التلفزيون، اشتهر بأدواره في مسلسل سيدتي جين الخيالي على أمازون برايم ودراما المراهقة دليل جرائم القتل من فتاة صالحة على بي بي سي ثري (كلاهما سيُعرض في عام 2024).

## وصلات خارجية
لم يتم العثور على روابط لمواقع التواصل الاجتماعي.

- هنري أشتون على موقع IMDb (الإنجليزية)